# Prima Divisione Sardegna 1951-1952
La Prima Divisione fu il massimo campionato regionale di calcio disputato in Sardegna nella stagione 1951-1952. 
Questa stagione fu molto particolare per le società che disputavano i campionati regionali. A livello nazionale, infatti, la FIGC aveva approvato il Lodo Barassi, una riforma della struttura piramidale dei campionati che avrebbe, tra l'altro, istituito un nuovo massimo campionato regionale denominato Promozione. Il meccanismo della riforma premiò le piccole realtà come la Lega Regionale Sarda che, avendo una Prima Divisione a girone unico, non potevano subire alcun taglio dalla creazione della nuova categoria.
Per garantire un minimo interesse intorno a questo campionato di fatto senza promozioni, la Lega lo allargò aggiungendo alle otto aventi diritto altrettanti altri nuovi club. Essendo sedici i posti per la nuova Promozione, e cinque le società iscritte alla sovrastante Lega Interregionale Centro, ai primi undici classificati era garantito l'accesso al nuovo torneo, mentre le altre quattro - la presente squadra riserve era già in principio esclusa a tali fini dalla graduatoria - avrebbero dovuto attendere gli esiti della categoria superiore.
L'ottima stagione dei club sardi affiliati alla Lega Interregionale Centro fece sì che solo due club vennero alfine relegati nei campionati della Lega Regionale Sarda, comportando a cascata la retrocessione solamente della squadra titolare peggior piazzata in Prima Divisione. Gli scioglimenti di Electra e Carloforte lasciarono poi due vacanze nell'organico, dato che il Tharros, che pure a quel punto avrebbe avuto diritto al ripescaggio, rinunciò a tale possibilità per motivi finanziari.

## Squadre Partecipanti
| Squadra                     | Città (provincia)    | Stagione precedente |
| --------------------------- | -------------------- | ------------------- |
| C.S.I. Bosa                 | Bosa (CA)            |                     |
| C.U.S. di Cagliari          | Cagliari             |                     |
| S.S. Carloforte             | Carloforte (CA)      |                     |
| U.S. Calangianus            | Calangianus (SS)     |                     |
| S.E.F. Gallura              | Tempio Pausania (SS) |                     |
| C.R.A.L. Marina             | La Maddalena (SS)    |                     |
| S.E.F. Nettuno              | Alghero (SS)         |                     |
| U.S. Nuorese                | Nuoro                |                     |
| U.S. Olbia                  | Olbia (SS)           |                     |
| A.C. Ozieri                 | Ozieri (SS)          |                     |
| U.S. Pietro Nali            | Sorso (SS)           |                     |
| Electra                     | Sant'Antioco (CA)    |                     |
| S.P. Tharros                | Oristano (CA)        |                     |
| S.E.F. Torres (B = riserve) | Sassari              |                     |
| G.S. Turritana              | Porto Torres (SS)    |                     |
| U.S. Villacidrese           | Villacidro (CA)      |                     |

## Classifica finale
|  | Pos. | Squadra         | Pt | G  | V  | N | P  | GF | GS | DR  |
|  | ---- | --------------- | -- | -- | -- | - | -- | -- | -- | --- |
|  | 1.   | C.U.S. Cagliari | 48 | 30 | 22 | 4 | 4  | 64 | 29 | +35 |
|  | 1.   | Pietro Nali     | 48 | 30 | 22 | 4 | 4  | 82 | 33 | +49 |
|  | 3.   | Villacidrese    | 36 | 30 | 15 | 6 | 9  | 62 | 42 | +20 |
|  | 4.   | Olbia           | 34 | 30 | 16 | 2 | 12 | 68 | 43 | +25 |
|  | 4.   | Calangianus     | 34 | 30 | 13 | 8 | 9  | 68 | 49 | +19 |
|  | 6.   | Gallura         | 33 | 30 | 15 | 3 | 12 | 58 | 40 | +18 |
|  | 6.   | Ozieri          | 33 | 30 | 16 | 1 | 13 | 42 | 43 | -1  |
|  | 8.   | Electra         | 32 | 30 | 12 | 8 | 10 | 48 | 39 | +9  |
|  | 9.   | C.R.A.L. Marina | 31 | 30 | 13 | 5 | 12 | 54 | 41 | +13 |
|  | 10.  | Turritana       | 27 | 30 | 11 | 5 | 14 | 38 | 42 | -4  |
|  | 11.  | Bosa            | 24 | 30 | 9  | 6 | 15 | 49 | 85 | -36 |
|  | 12.  | Nuorese         | 23 | 30 | 8  | 7 | 15 | 48 | 49 | -1  |
|  | 13.  | Nettuno         | 21 | 30 | 9  | 3 | 18 | 27 | 64 | -37 |
|  | 13.  | Carloforte (-1) | 21 | 30 | 10 | 2 | 18 | 41 | 68 | -27 |
|  | 13.  | Tharros         | 21 | 30 | 8  | 5 | 17 | 37 | 76 | -39 |
|  | 16.  | Torres (B) (-1) | 12 | 30 | 3  | 7 | 20 | 45 | 74 | -29 |

Legenda:

      Campione regionale sardo.
      Retrocesso in Seconda Divisione, che dalla stagione 1952-1953 cambiò nome da Seconda a Prima Divisione.
  Non iscritto la stagione successiva.
Regolamento:
Due punti a vittoria, uno a pareggio, zero a sconfitta.
Pari merito in caso di pari punti.
Note:
Carloforte e Torres B hanno scontato 1 punto di penalizzazione in classifica per una rinuncia.
Discrepanza fra reti totali fatte e subite: 14 (831-817).
Triangolare di qualificazione: 1° Nettuno, 2° Carloforte, 3° Tharros.